# Escuela Universitaria de Ingeniería Técnica Industrial de Éibar
La Escuela de Ingeniería de Gipuzkoa - Sección Eibar, anteriormente Escuela Universitaria de Ingeniería Técnica Industrial de Éibar, más conocida como La Uni en referencia a su origen como Universidad laboral, es una escuela de la Universidad del País Vasco ubicada en la localidad guipuzcoana de Éibar en el País Vasco, España. Tuvo su origen en la Universidad Laboral que se ubicó en la localidad armera en el año 1968. Pertenece al campus de Guipúzcoa y en ella se imparte el Grado de Ingeniería de Energías Renovables. Se han impartido también Ingeniería Técnica Industrial, especialidad en Electrónica Industrial e Ingeniería Técnica Industrial, especialidad en Mecánica.
La Universidad Laboral de Eibar ha dado origen, tras la desaparición en 1989 de las universidades laborales y su integración en la estructura educativa de las diferentes autonomías, a la Escuela Universitaria de Ingeniería Técnica Industrial, por una parte a al Complejo educativo de Éibar formado por el Instituto de Enseñanza Secundaria "Uni Eibar-Ermua", que imparte Bachillerato y Ciclos Formativos, y el Centro Residencial. Todo el complejo es conocido popularmente como "La uni"  conformaron la  Universidad Laboral de Éibar primero  y El Centro de Enseñanzas Integradas después.

## Historia
El día 12 de octubre de 1968 dio comienzo el curso en el nuevo Centro Técnico Laboral de Eibar que formaba parte del un proyecto de implantación de Universidades Laborales desarrollado por el ministerio de trabajo del gobierno español en pleno periodo del régimen franquista que tenía como objetivo la construcción de una red de centros de educación integral, desde los cursos de educación básica hasta los de ingeniería técnica,  destinados a los hijos de los obreros españoles. Estos centros, que normalmente solían integrar en uno mismo complejo varios niveles educativos, solían tener el grueso de su alumnado en régimen de internado, aunque mantenían algunas plazas para alumnos locales.
La Universidad Laboral de Éibar fue proyectada en 1967 y fue inaugurada el 17 de diciembre de 1968 con la presencia del ministro de Trabajo, Jesús Romeo. Su curso inicial comenzó con 244 alumnos de los cuales solamente  36 eran de la provincia de Guipúzcoa. Fue el centro número 11 del sistema de universidades laborales y el primero ubicado en el País Vasco.
El complejo educativo eibarrés tenía una capacidad de 1 100 alumnos, 900 de ellos en régimen de internado, para ello se contaba con tres colegios, el Gorbea, Jaizkibel y Urkiola, y 200 plazas para alumnos de la zona. En sus inicios se impartían estudios de Bachillerato, Bachillerato Técnico Superior (Especialidad de Electrónica), Electrónica e Ingeniería Técnica en las especialidades de Máquinas Eléctricas y Electrónica Industrial y el Curso Preparatorio para los estudios de Ingeniería Técnica. A lo largo de los años, fue incorporando las enseñanzas de Bachillerato y varias especialidades de Formación Profesional.
En un principio los estudios de ingeniería técnica dependían de la Escuela Universitaria de Ingeniería Técnica de San Sebastián pasando a depender de la Universidad de Valladolid poco después hasta la creación e la universidad del País Vasco y su vinculación con ella. En 1988 la Escuela Universitaria de Ingeniería Técnica Industrial  adquiere entidad propia y comienza a  converger hacia su integración con la UPV que se produciría en 1994.
Hasta el curso 1996-1997 la única titulación impartida por esta escuela era la de IT electrónico. Ese año se implementó la titulación de IT mecánico que era una especialidad muy demandada en un área donde la industria metalúrgica tiene un peso muy importante y fundamental en su economía. En el año 2010 se reorganizan las titulaciones de ingeniería de la UPV y la escuela de Éibar  cesa en los grados de  Ingeniería Mecánica y en Ingeniería Electrónica Industrial y Automática que son sustituidos por el  Grado en Ingeniería de Energías Renovables que se comenzaría a impartir el 6 de septiembre de 2011
En septiembre de 2011, en colaboración con la Academia de Policía del País Vasco, se comienza con el título propio universitario "Graduado en Gestión de Seguridad y Emergencias" de tres años de duración .
El  5 de enero de 2016 el centro se fusiona con la  Escuela Politécnica de San Sebastián para formar la llamada Escuela de Ingeniería de Guipúzcoa.

## Los edificios
La ubicación del complejo educativo se realizó en  en la ladera del Monte Olarrea en el límite de Eibar con Ermua junto a la carretera general N-634. El proyecto, realizado por el arquitecto Álvaro Líbano Pérez-Ulibarri en 1967, se realizó en dos fases. La primera constaba de tres edificios, uno de ellos de ocho alturas destinado a aulas y laboratorios con una capacidad para un millar de alumnos, otro formado por tres hexágonos tangentes, destinado a comedor y servicios con capacidad de 1100 personas y un tercero destinado a talleres. La segunda fase estaría constituida por una residencia para 320 alumnos, formada por tres edificios, y una amplia zona deportiva.
Se realizó un importante estudio sobre la idea de conjunto con la relación de cada pieza con las demás y el entorno manteniendo una especial atención al espacio común circundante y los recorridos de circulación. Destaca la introducción de nuevas geometrías, como la hexagonal, que ya había sido ensayada en los comedores de Babcock & Wilcox de Retuerto.

## Especialidades impartidas
En el año 2010 se dejan de impartir los grados de Ingeniería Técnica Industrial, especialidad en Electrónica Industrial y de Ingeniería Técnica Industrial, especialidad en Mecánica estableciéndose el nuevo grado de Ingeniería de Energías Renovables.

### Grado en Ingeniería de Energías Renovables
Con una capacidad de 70 alumnos este grado busca el formar profesionales interdisciplinares sobre energías renovables. Se imparten conocimientos teóricos y prácticos, en los campos de la energía hidráulica, eólica,
tanto terrestre como marina, solar fotovoltaica, solar térmica, solar termoeléctrica, geotérmica, marina, así como de la bioenergía, los vehículos eléctricos, etc.
Se estudian  los dispositivos eléctricos, electrónicos y mecánicos utilizados en la explotación de estas tecnologías y se adquieren los conocimientos técnicos necesarios para llevar a cabo proyectos relacionados con la generación, transporte, distribución y almacenamiento de energía.
El título obtenido tiene reconocido el Nivel 2 del Marco Español de Cualificaciones para la Educación Superior (MECES) y se corresponde con el Nivel 6 del Marco Europeo de Cualificaciones (EQF), de acuerdo con lo establecido en el Real Decreto 22/2015, de 23 de enero (BOE 07/02/2015).

#### Perfil de ingreso y requisitos de acceso
El grado está dirigido a personas con un cierto grado de conciencia medioambiental que deseen trabajar en el desarrollo de energías alternativas. Deben tener conocimientos sólidos de  matemáticas, física y química.
Se accede desde las siguientes modalidades:
- Acceso por acreditación de experiencia laboral o profesional
- Bachiller homologado
- Enseñanzas artísticas superiores
- Formación profesional
- Homologación de títulos extranjeros
- Programas interuniversitarios
- Prueba de acceso para mayores de 25 años
- Prueba de acceso para mayores de 45 años
- Selectividad
- Simultaneidad de estudios
- Título universitario
- Traslados
- Acceso por experiencia profesional

#### Distribución de créditos
Para la obtención del grado es necesario reunir 240 créditos  durante los cuatro años que dura la especialización, a razón de 60 créditos por año.
La distribución está fijada de la siguiente forma:
- Primer año: 54 créditos en asignaturas básicas de la rama y 6 en obligatorias.
- Segundo año: 6 créditos en asignaturas  básicas de la rama y 54 en obligatorias.
- Tercer año: 60 créditos en obligatorias.
- Cuarto año: 12 en trabajo fin de grado, 24 en asignaturas obligatorias y 24 en optativas.

Para la obtención del título es necesario realizar un trabajo de fin de grado para lo cual hay que tener todos los créditos del grado, a excepción de los 12 pertenecientes al trabajo, obtenidos. En el primer año hay que obtener como mínimo el 15% de los créditos del primer curso, el segundo el 30% del primer curso. Hay seis convocatorias por asignatura.

#### Competencias adquiridas
La realización del grado debe dotar al alumno de las siguientes competencias:
- Desarrollar proyectos en el ámbito de las Energías Renovables.
- Optimizar y gestionar instalaciones para el aprovechamiento de la energía.
- Evaluar el potencial de los recursos energéticos.
- Desarrollar sistemas eléctricos y electrónicos aislados y para la conexión a la Red.
- Analizar el impacto ambiental en la implantación de las distintas tecnologías para las Energías Renovables.
- Participar en proyectos I+D+i en las diferentes áreas de Energías Renovables.

## Servicios e instalaciones
La EUITI de Éibar tiene diferentes servicios e instalaciones. Algunas de estas están compartidas con el Complejo Educativo y el Centro Residencial. Pertenecen a la EUITI los siguientes servicios:
- Biblioteca

Situada en la quinta planta del edificio docente está abierta en horario lectivo. Para acceder a ella es imprescindible el tener la tarjeta universitaria.
Su fondo consta de una importante colección de libros científicos y técnicos, así como manuales de normas, revistas especializadas y otro material técnico. Además de poder realizar las consultas en las propias instalaciones, existe un servicio de préstamo. Su fondo está integrado dentro de la base de datos bibliográfica de la Biblioteca Universitaria de la UPV/EHU.
- Servicio de orientación universitaria

Dependiendo del Vicerrectorado de Alumnos el Servicio de Orientación Universitaria (SOU) está destinado a cubrir la atención de los alumnos en cuestiones académicas. La temática más común está relacionada con nuevos planes de estudio, pasarelas, acceso a distintas carreras y el reinicio de estudios. 
Este servicio también se encarga de intervenir de forma colectiva  mediante diferentes programas y actuaciones como Jornadas de Puertas Abiertas, Matrícula, Automatrícula, Acogida, en sesiones informativas sobre especialidades de las carreras, accesos a 2º ciclos, salidas académicas y profesionales.
- Servicio de reprografía

Ubicado en el primer piso del edificio docente el servicio de reprografía tiene como objeto la reproducción y encuadernamiento de aquellos trabajos destinados a la docencia y, en especial, todo lo referente a la presentación de los Trabajos Fin de Carrera.
- Aulas de ordenadores

La EUITI de Éibar dispone de dos aulas de ordenadores, una de ellas ubicada en el primer piso del edificio docente, con aparatos conectados a internet y otra ubicada en el quinto piso destinada a la realización de diferentes trabajos docentes.
- Aulas de proyectos

Hay a disposición del alumnado que está realizando el Proyecto de Final de Carrera tres aulas totalmente equipadas para este fin.
Las instalaciones compartidas con el Centro Residencial y el Complejo Educativo son las siguientes:
- Comedor

El servicio de comedor está ofrecido mediante menús a precios concertados en horario de 13,30 a 15:00. Existe también un servicio de cafetería.
- Instalaciones deportivas

Constituidas por un gimnasio, un polideportivo y pista deportiva y de tiro permiten realizar una amplia gama de deportes.
- Becas de colaboración

Hay un servicio de becas colaboración que está dirigido a los estudiantes en los servicios de Biblioteca, Calidad y para proyectos de Investigación.
El Complejo Residencial complementa la gama de servicios, ofreciendo, allí mismo, la posibilidad de permanecer en Régimen de Internado.

## Órganos de gobierno
Los órganos de gobierno que rigen la EUITI de Éibar son de dos tipos, los colectivos o colegiados y los unipersonales. El órgano supremo del gobierno de la escuela es la Junta de Escuela, es un órgano colegiado.  
Los órganos colegiados son elegidos democráticamente y están formados por representantes de todos los estamentos que configuran la Escuela.
Los órganos de gobierno unipersonales son los siguientes:
- Dirección.
- Subdirección de Ordenación Académica y Profesorado.
- Subdirección de Relaciones Externas.
- Subdirección de Calidad e Innovación Docente.
- Secretariado académico.
- Administración.